# Небесный замок Лапута
«Небе́сный за́мок Лапу́та» (яп. 天空の城ラピュタ Тэнку: но сиро Рапюта) — полнометражный аниме-фильм режиссёра Хаяо Миядзаки, снятый студией «Гибли» при поддержке издательства Токума Сётэн в 1986 году. Он стал первым фильмом студии. Музыку к фильму написал японский композитор Дзё Хисаиси. Продюсером выступил Исао Такахата. Идею Лапуты Миядзаки позаимствовал из книги Джонатана Свифта «Путешествия Гулливера», где фигурирует одноимённый летающий остров.
Действие фильма разворачивается в альтернативной реальности, где подмастерье инженера Пазу знакомится с девочкой Ситой, обладающей кристаллом Летающего камня. За этим камнем ведут охоту воздушные пираты, армия и правительственные агенты. Дети выясняют, что камень представляет огромную ценность и способен указать путь на древний летающий остров Лапута, который считается легендой.
Фильм был выпущен 2 августа 1986 года. В озвучивании персонажей приняли участие Кэйко Ёкодзава, Маюми Танака, Итиро Нагаи и Минори Тэрада. Согласно опросу, проведённому министерством культуры Японии в 2007 году, данное аниме занимает третье место среди аниме всех времён. В России фильм впервые был показан по телевидению 31 декабря 2008 года на Пятом канале.

## Сюжет
Летающий остров Лапута является старинной легендой. Одни считают, что он является сосредоточением огромной военной мощи, другие — что он наполнен несметными сокровищами. Но небесный замок, затерявшийся среди облаков, можно найти лишь с помощью кристалла Летающего камня. Этот кристалл в виде талисмана носит юная Сита, и за ней и талисманом начинается охота. Фильм начинается с нападения воздушных пиратов на дирижабль, в котором летят Сита и её похитители из секретной государственной службы. Сита крадет камень у Муска, но срывается с дирижабля, летевшего на большой высоте, однако волшебная сила талисмана, изготовленного из «летающего камня», спасает её. Ситу в бессознательном состоянии находит мальчик Пазу из шахтёрского посёлка и даёт ей приют в своём доме. Однако пираты не оставляют надежд завладеть талисманом. Их конкурентами являются военные, возглавляемые правительственным агентом по имени Муска, который с помощью талисмана пытается найти путь на летающий остров Лапута, скрытый в облаках.
Военные захватывают Пазу и Ситу в плен и заточают их в крепости. Старинное заклинание, произнесённое Ситой, возвращает к жизни робота-солдата и открывает проход к легендарному острову. Пазу вместе с пиратами спасает Ситу из крепости, в то время как последнюю уничтожает непобедимый робот. Однако у военных остаётся талисман, который показывает направление к Лапуте, и они летят туда на дирижабле «Голиаф». Их преследуют пираты, на сторону которых встают Пазу и Сита. На лёгком планёре, оторвавшемся от воздушного корабля пиратов, Пазу и Сита добираются до Лапуты и находят на её поверхности полуразрушенные великолепные дворцы, заросшие парки и единственного оставшегося активным робота-садовника, который продолжает ухаживать за парком и могилой своих былых хозяев.
Вскоре к Лапуте прибывает и «Голиаф». Солдаты под предводительством жадного Генерала пытаются пробить вход внутрь при помощи взрывчатки, однако терпят неудачу. В это время Муска захватывает Ситу и, используя дневник с талисманом, находит вход внутрь. Добравшись до сердца острова — летающего камня, он признаётся, что является одним из наследников Лапуты, после чего демонстрирует удивлённым военным в действии главное орудие замка — кольцевую молнию (по силе сравнимую с ядерным оружием), а затем убивает всех, скидывая в океан. Используя талисман, он пробуждает роботов, которые уничтожают «Голиаф» и оставшихся в живых военных. Сита, воспользовавшись замешательством злодея, похищает талисман и убегает в недра Лапуты, где встречает прибежавшего ей на помощь Пазу. Муска угрожает детям пистолетом, однако те, решив любой ценой сохранить мир на Земле, останавливают его — произносят сохранившееся в семье Ситы заклинание разрушения, запускающее механизм самоуничтожения боевой части Лапуты с супероружием. Агент погибает.
Вся нижняя часть острова обрушивается в океан, оголяя корни гигантского дерева, за которые в последний момент зацепились Сита и Пазу. Найдя свой дельтаплан, они залезают в него и улетают, оставляя остров в вышине облаков. В небе они вновь встречают пиратов, которые вовремя спаслись на мухолётах. Пираты показывают им свою добычу — немного драгоценностей. В конце пираты прощаются с Пазу и Ситой, и они разлетаются в разные стороны.

## Список персонажей
Си́та (яп. シータ Си:та) — главная героиня, рано осиротевшая и получившая в наследство кристалл Летающего Камня. Потомок королей Лапуты, наследная принцесса, имеющая древнее тайное имя Люси́та Тоэ́ль Ур Лапу́та (яп. リュシータ・トゥエル・ウル・ラピュタ Рюси:та То:уэру Уру Рапюта), до того, как её похитили и попытались увезти, ничего не знавшая о своих предках сирота-пастушка из горной деревни. Правительственные агенты во главе с Муской похищают Ситу. Во время пиратского нападения на дирижабль Сите удается вновь завладеть камнем, оглушив Муску ударом бутылки по голове. Затем она снова попадает в плен к Муске, но её новый друг, смелый мальчик Пазу, спасает её. В конце фильма произносит вместе с Пазу разрушительное заклинание, уничтожая таким образом часть Лапуты и защищая мир на Земле.
Сэйю: Кэйко Ёкодзава
Пазу́ (яп. パズー Падзу:) — главный герой, ровесник Ситы, сирота, помощник мастера шахтёрской печи. Его пропавший без вести отец был военным лётчиком, однажды во время полёта видел Лапуту и даже сумел сфотографировать. Пазу, как и его отец, мечтает найти Лапуту. Поймал Ситу, парившую в бессознательном состоянии в воздухе над шахтой, и позаботился о ней. Позже присоединился к клану пиратки Доры, чтобы спасти Ситу из рук агентов правительства и военных. Пазу очень храбр и силён. Также он отличается повышенной «крепкостью» головы, сноровкой, решительностью и ловкостью. Бесстрашно защищает Ситу от вооружённых до зубов солдат. Пазу спасает Ситу от Муски, пиратов от смерти, и, вместе с Ситой, весь мир от порабощения Муской.
Сэйю: Маюми Танака
До́ра (яп. ドーラ До:ра) — суровая и грубая женщина, главарь клана «небесных» пиратов. Держит в железном кулаке своих сыновей, которые являются членами её банды и беспрекословно её слушаются. Дизайн персонажа напоминает преувеличенный образ злой ведьмы, но позже через небольшие детали — искорки в глазах, лёгкую улыбку — она раскрывается и с другой стороны, как заботливая мать, скрывающая за внешне пугающим фасадом. Дора и вся её банда на протяжении большей части фильма преследовали Ситу в надежде завладеть талисманом и найти Лапуту, но сначала им помешали мастер, начальник Пазу, его мать и другие жители города, ввязавшиеся в уличную драку, а затем Муска и солдаты генерала Моро; банда Доры была захвачена в плен на Лапуте, но Пазу освободил их. Убегая с разрушающейся части острова, Дора и её сыновья успевают прихватить часть сокровищ, которых, как они надеются, им хватит на постройку нового корабля.
Сэйю: Котоэ Хацуи
Полковник Му́ска (яп. ムスカ Мусука) / Рому́ска Пало Ур Лапута (яп. ロムスカ・パロ・ウル・ラピュタ Ромусука Паро Уру Рапюта) — антагонист, правительственный агент, такой же потомок королей Лапуты, как и Сита, имеющий древнее тайное имя, желающий стать королём Лапуты, завладеть высокими технологиями легендарным оружием, когда-то применявшимися её жителями, чтобы затем подчинить себе весь мир. Умён, хитёр и хладнокровен. Равнодушен к военным, всячески злит и презирает недалёкого генерала Моро. Для осуществления своих планов похищает Ситу, увидев летающий камень на её шее и знак Лапуты на печи её дома.
Сэйю: Минори Тэрада
Генерал Моро (яп. モウロ将軍 Мо:ро сё:гун) — военачальник, занимающийся поисками Лапуты. Недалёк и невоспитан, но хорошо командует солдатами. Терпеть не может Муску, не доверяет ему и всячески пытается взять его под свой контроль, однако это у него никак не получается. Погибает вместе со своими солдатами, падая с Лапуты после неудачной попытки атаковать Муску.
Сэйю: Итиро Нагаи
| Персонажи      | Японская версия |
| -------------- | --------------- |
| Сита           | Кэйко Ёкодзава  |
| Пазу           | Маюми Танака    |
| Дора           | Котоэ Хацуи     |
| Муска          | Минори Тэрада   |
| Генерал        | Итиро Нагаи     |
| Дядя Пом       | Фудзио Токита   |
| Чарльз         | Такудзо Камияма |
| Луи            | Ёсито Ясухара   |
| Анри           | Сукэкиё Камэяма |
| Старый инженер | Сукэкиё Камэяма |
| Мастер         | Хироси Ито      |
| Оками          | Матико Васио    |
| Мэдж           | Тарако          |

## История создания
Японское название фильма является аллюзией к сатирическому произведению «Путешествие Гулливера» английского писателя Джонатана Свифта. В третьей части книги Лемюэль Гулливер достигает летающего острова Лапута, который поддерживается в небе при помощи большого магнита и жители которого посвятили себя философии, а затем посещает Японию. Эта книга побудила Миядзаки к созданию фильма, отсылка к её содержанию есть в фильме — Пазу говорит Сите, что в книге Свифта всё выдумка, основанная на легендах, а его отец видел настоящую Лапуту. Название острова у Свифта происходит от исп. la puta — «шлюха», о чём Миядзаки, по его словам, не имел понятия, когда давал название аниме. Помимо книги «Путешествие Гулливера», Миядзаки вдохновляла манга, которую он читал в детстве — «Sabaku no Mao».
При создании фильма «Небесный замок Лапута» Миядзаки находился под сильным влиянием поездки в Уэльс в 1985 году, которую он совершил вскоре после периода забастовок британских шахтёров. В 1999 году в интервью режиссёр выражал своё восхищение сообществу шахтёров, боровшихся с целью защиты своих рабочих мест; именно поэтому он хотел, чтобы его герой, юный Пазу, был связан с шахтёрским сообществом, а один из виденных им городков стал моделью для города, в котором живёт Пазу. Во время этой поездки Миядзаки также был впечатлён руинами промышленных предприятий, оставленных шахтёрами; руины напомнили ему об аварии дирижабля «Гинденбург».
Создавая архитектуру летающего острова, состоящего из трёх рядов стен, уменьшающихся в диаметре, цитадели, увенчанной гигантским деревом, и стеклянного купола в саду, Миядзаки находился под влиянием картины «Вавилонская башня» художника Питера Брейгеля Старшего и снятого в 1927 году фильма «Метрополис» Фрица Ланга.
Фильм создавался с 15 июля 1985 года по 23 июля 1986 года; его конечная длина составляла 124 минут, при этом всего насчитывалось 69 262 изображений, сделанных с использованием 381 различных цветов.

## Премьера и прокат

### Япония
Фильм «Небесный замок Лапута» был показан в кинотеатрах Японии 2 августа 1986 года. Фильм был выпущен на DVD в Японии 4 октября 2002 года компанией Walt Disney Home Entertainment стандартной и коллекционной версиями, на японском и английском языках с субтитрами. В формате Blu-ray Disc фильм был выпущен 22 декабря 2010 года, а на HD DVD — 16 июля 2014 года.

### США
Фильм был переведён и дублирован на английский язык в 1988 году неизвестной компанией с названием «Лапута: летающий остров» (англ. Laputa: The Flying Island). Эта версия была показана в 1995 году на территории Японии и Соединённых Штатов, и её приём был неоднозначен. Позднее, в 1998 году, компания «Уолт Дисней», обладавшая правами на распространение фильмов студии «Гибли», выпустила фильм с новым английским дубляжем. Версия с новым дубляжем была показана в кинотеатрах в 1999 году. На VHS и DVD в США фильм был выпущен 15 апреля 2003 года на японском, английском и французском языках с субтитрами на английском языке (выпуск совпал с выходом на DVD аниме «Унесённые призраками», которое вышло 17 апреля), а 2 марта 2010 года вышло переиздание на DVD. На носителях Blu-ray Disc аниме вышло 22 мая 2012 года.

### Россия
DVD-издание фильма на территории России осуществила компания RUSCICO. В настоящее время в продаже имеется два варианта — упрощённое (однослойный диск, изображение 4:3, звук Dolby Digital 2.0 русский) и коллекционное издание (двухслойный диск, изображение 4:3, звук Dolby Digital 2.0 русский и японский, субтитры на русском языке, дополнительные материалы (фильм о создании фильма, раскадровки).

### Великобритания
Премьера состоялась 12 августа 1987 года на телеканале MTV Europe в собственном дубляже.

## Критика
Мультфильм, являющийся одной из наиболее известных работ Хаяо Миядзаки, был преимущественно положительно встречен кинокритиками. В 1986 году фильм был удостоен награды Anime Grand Prix. Согласно опросу, проведённому министерством культуры Японии в 2007 году, данное аниме занимает третье место среди аниме всех времён (первое занял «Евангелион», второе — «Навсикая из Долины ветров»). По состоянию на май 2016 года средний рейтинг фильма на сайте Rotten Tomatoes, основанный на 21 рецензии, составил 7,4/10 (95 % критиков дали фильму положительную оценку).
«Небесный замок Лапута» — это классическая приключенческая история с пиратами, схватками, роботами, поисками сокровищ и захватывающими полётами над землёй. Герои противостоят злодеям, а некоторые персонажи из противников становятся союзниками в ходе истории. Часть самых запоминающихся кадров включает в себя захватывающие погони и спасение Ситы со стены, когда всё вокруг взрывается в ходе битвы робота и людей генерала. В основе сюжета аниме лежит классическое повествование о том, как юность и невинность побеждают взрослую жадность и испорченность. Оба главных героев выросли в простых условиях — Пазу родом из шахтёрской семьи, а Сита выросла на ферме. С момента их первой встречи их связывает юная, нежная и невинная любовь, но это все равно любовь настоящая. Их чувства эмоционально связывают всё повествование воедино. Впечатление от всего происходящего усиливается также и замечательной работой композитора Дзё Хисаиси.
Лица двух главных героев — Пазу и Ситы — стали одними из самых запоминающихся в истории аниме. Точные линии позволяют отразить все происходящее в выражении их лиц. Дизайн других персонажей, кроме Доры, более предсказуем и очевиден.
В аниме изображено множество технических устройств, использующих паровую тягу или пропеллеры, чтобы соответствовать приблизительному сеттингу начала XX века. Многие изобретения довольно интересны, например, небольшие летательные корабли — «мухолёты», использующие мотор и крылья, машущие на манер насекомых, для полёта. Японский изобретатель Кадзухико Какута воплотил такой мухолёт в жизнь, создав работающую летающую модель. Примечательна также использующая система труб для связи на пиратском корабле или воронье гнездо, которое, оторвавшись от корабля, стало планером.
В аниме сотни захватывающих кадров и видов. Все массивные созданные людьми постройки изображены в фильме с большим вниманием к деталям, начиная от шахты, в которой работает Пазу и его родного города, вгрызающегося в основание горы, с рядами домов, рельсами, туннелями и мостами, включая каменную крепость Муски и заканчивая тщательно проработанными помещениями самой Лапуты. Как свойственно работам Миядзаки, в аниме множество пейзажей и живописных видов, изображённых со всей тщательностью и любовью, включая как облака, между которыми парят корабли, так и виды на пашни, над которыми пролетают герои или заросшие помещения Лапуты, даже единственный оставшийся на летающем острове робот-хранитель покрыт слоем травы, а на его плече обосновались птицы.

## Награды и номинации
Фильм получил премию Anime Grand Prix в двух номинациях: «Аниме года» и «Сэйю года» в 1986 году. В том же году в номинацию «Персонаж года» были выдвинуты персонажи Сита и Пазу. Также песня Kimi wo Nosete заняла второе место в номинации «Песня года». В 1987 году аниме было удостоено награды Ōfuji Noburō Award от издательства «Майнити».
| Год        | Награда              | Категория             | Номинант                     | Результат |
| ---------- | -------------------- | --------------------- | ---------------------------- | --------- |
| 1986       | Anime Grand Prix     | Аниме года            | «Небесный замок Лапута»      | Победа    |
| 1986       | Anime Grand Prix     | Женский персонаж года | Сита                         | Номинация |
| 1986       | Anime Grand Prix     | Мужской персонаж года | Пазу                         | Номинация |
| 1986       | Anime Grand Prix     | Сэйю года (женщины)   | Маюми Танака (Пазу)          | Победа    |
| 1986       | Anime Grand Prix     | Песня года            | Kimi wo Nosete (Дзё Хисаиси) | Номинация |
| 1987       | Кинопремия «Майнити» | Ōfuji Noburō Award    | Хаяо Миядзаки                | Победа    |
| Источники: |                      |                       |                              |           |

## Музыка
Музыка к фильму была написана известным композитором Дзё Хисаиси. Саундтрек был выпущен в Японии фирмой Tokuma Japan Communications 25 сентября 1986 года. Для американской дублированной версии от «Дисней», вышедшей в 1999 году, Дзё Хисаиси перезаписал часть саундтрека, расширив его до 90 минут и добавив треки с симфоническим оркестром.
1. Sora kara Futtekita Shoujo (яп. 空から降ってきた少女) (англ. The Girl Who Fell from the Sky) — 2:25
2. Suraggu Keikoku no Asa (яп. スラッグ溪谷の朝) (англ. Morning in the Slag Ravine) — 3:00
3. Yukai na Kenka (~Tsuiseki) (яп. 愉快なケンカ(~追跡)) (англ. A Fun Brawl (~Pursuit)) — 4:27
4. Gondoa no Omoide (яп. ゴンドアの思い出) (англ. Memories of Gondoa) — 2:46
5. Shitui no Pazu (яп. 失意のパズー) (англ. Discouraged Pazu) — 1:44
6. Robotto Hei (Fukkatsu ~ Kyuushutsu) (яп. ロボット兵(復活~救出)) (англ. Robot Soldier (Resurrection ~ Rescue)) — 2:31
7. Gasshou, Kimi wo Nosete (яп. 合唱 君をのせて) (англ. Carrying You, Chorus Version) — 2:05
8. Shiita no Ketsui (яп. シータの決意) (англ. Sheeta's Decision) — 2:03
9. Taigaamosu-gou nite (яп. タイガーモス号にて) (англ. On the Tiger Moth) — 2:31
10. Hemetsu he no Yochou (яп. 破滅への予兆) (англ. An Omen to Ruin) — 2:17
11. Gekkou no Unkai (яп. 月光の雲海) (англ. The Moonlit Sea of Cloud) — 2:33
12. Tenkuu no Shiro Rapyuta (яп. 天空の城ラピュタ) (англ. Laputa: Castle in the Sky) — 4:34
13. Rapyuta no Houkai (яп. ラピュタの崩壊) (англ. The Collapse of Laputa) — 	1:57
14. Kimi wo Nosete (яп. 君をのせて) (англ. Carrying You) — 4:07

Также было выпущено ещё несколько саундтреков и альбомов, связанных с фильмом:
- Tenkuu no Shiro Rapyuta Imeeji Arubamu <Sora Kara Futtekita Shoujo> (Laputa: The Castle in the Sky Image Album <The Girl Who Fell from the Sky>), выпущен 25 мая 1986 года;
- Moshimo Sora wo Tobetara (If I Can Fly), выпущен 25 мая 1986 года;
- Tenkuu no Shiro Rapyuta Saundotorakku <Hikouseki no Nazo> (Laputa: The Castle in the Sky Soundtrack <The Mystery of the Levitation Stone>), выпущен 25 сентября 1986 года;
- Tenkuu no Shiro Rapyuta Sinhuonii Hen <Taiju> (Laputa: The Castle in the Sky Symphony Version <The Huge Tree>), выпущен 25 января 1987 года;
- Kimi wo Nosete / Kimi wo Nosete (Gasshou) (Carrying You / Carrying You (Chorus Version)), выпущен 25 марта 1988 года;
- Tenkuu no Shiro Rapyuta Dorama Hen <Hikari yo Yomigae re!> (Laputa: The Castle in the Sky Drama Version), выпущен 25 февраля 1989 года;
- Castle in the Sky ~Laputa: The Castle In The Sky USA Version Soundtrack~, выпущен 2 октября 2002 года;
- Le Chateau dans le ciel, выпущен 14 января 2003 года.

### Комментарии
1. ↑  Компания, ответственная за производство английского дубляжа 1988 года, не определена. Этот дубляж иногда называют «дубляжем Streamline», из-за чего многие полагают, что он был произведён Streamline Pictures[англ.][17]. Другие приписывают авторство данного дубляжа компании под названием «Magnum Video». Однако представители Streamline неоднократно отрицали, что им что-либо известно о производстве дубляжа. Сооснователь Streamline Карл Мацек[англ.] заявил, что они просто занимались распространением дубляжа, и что он был предоставлен им компанией Tokuma Shoten[англ.], которая, в свою очередь, передала его на аутсорсинг неназванной голливудской компании.